# Lee Miller Emile Morin
Lee Miller Emile Morin (Manchaster, New Hampshire, 1952. szeptember 9. –) amerikai űrhajós, kapitány.

## Életpálya
1974-ben az University of New Hampshire keretében matematikából és elektromos tudományokból szerzett oklevelet. 1978-ban az University School of Medicine (New York) keretében biokémiából vizsgázott. 1981-ben ugyanitt doktorált (MD), 1982-ben mikrobiológiából megvédte doktorátusát (Ph.D.). 1983-ban belépett a Haditengerészet állományába (USAF), a Medical Institute Groton (Connecticut) állományában, 1985-ig a tengeralattjárók tisztiorvosa. 1986-tól a Naval Aerospace Medical Institute (NAMI) sebész orvosa. 1988-ban az University of Alabama keretében egészségügyi ismeretekből kapott diplomát. 1989-ig a búvárok tisztiorvosa, majd magánpraxist folytat. A Sivatagi Vihar hadművelet időszakában újra aktív állományba került. 1992-től a NAMI speciális kutatások igazgatója.
1996. május 1-től a Lyndon B. Johnson Űrközpontban részesült űrhajóskiképzésben. Egyéves időtartamban az amerikai külügyminisztérium helyettes államtitkára (egészségügy, űrhajózás, tudomány). Egy űrszolgálata alatt összesen 10 napot, 19 órát és 42 percet (260 óra) töltött a világűrben. Kettő űrsétája (kutatás, szerelés) alatt összesen 14 órát és 9 percet töltött a világűrben.  2002-ben köszönt el az űrhajósoktól. 2006-ig a NASA Igazgatóságának tagja, helyettes államtitkár, a Külügyminisztérium Washington tudományos munkatársa.

## Űrrepülések
STS–110, az Atlantis űrrepülőgép 25. repülésének küldetés specialista. A 13. küldetés a Nemzetközi Űrállomásra (ISS), leszállították az első szegmenst, a központi rácsszerkezetet. Az S0 elem 12 tonnás, 13,4 méter hosszú és 4,6 méter széles. Első űrszolgálata alatt összesen 10 napot, 19 órát és 42 percet (260 óra) töltött a világűrben. 7 240 000 kilométert (4 500 000 mérföldet) repült, 171 kerülte meg a Földet.